# 義荘
義荘（ぎそう）とは、宗族の維持のために設けられた土地及びその運営組織のこと。
「先憂後楽」の語で知られている宋の政治家范仲淹が故郷の蘇州に設けたのが最古の例（范氏義荘）と言われている。以後、華中や華南地域にこうした義荘が設定されるようになり、特に明清時代に盛んになった。現代でも台湾や香港の一部地域に存在している。
義荘の多くは官僚・士大夫・地主・商人などの富裕な族人の寄付あるいは死後の遺産を拠出して設置され、祭田・祀墓と並んで「族産」とも称せられた。運営にあたっては「義荘規矩」と呼ばれる運営規則が定められ、宗族の一員の中から管理者を選んで実際の運営に当たらせた。義荘運営の中心となるのは、義田と呼ばれる田地であり、これを外部の農民に小作させ、そこから得られる田租を収益として義倉に集めてそこから宗族中の生活困難者の生活費や婚嫁、喪葬、祭祀、勉学などの宗族内の互助事業の費用に充てた（ただし、宗族の中から特別の功労によって義荘に対する租税を免除されない限りは収益中から租税を納める必要がある）。
その運営形態からすれば、義荘は一種の地主経営であるが、あくまでも宗族内の互助目的としているため、宗族全体が地主であった（反対に宗族に属するものが、宗族の義田の小作人になることは望ましくなく、規矩で禁じる例もあった）。だが、その所有形態を如何に解釈するかには諸説ある。すなわち、義荘を一種の財団法人とみなす説、法人としての義荘と宗族に属する個々の一員による総有関係とする説、宗族の一員たちによる共有説や宗族の公有説などが存在する。